# یواس‌اس موسهد (آی‌دی-۲۰۴۷)
یواس‌اس موسهد (آی‌دی-۲۰۴۷) (به انگلیسی: USS Moosehead (ID-2047)) یک کشتی بود که طول آن ۱۹۴ فوت ۱۱ اینچ (۵۹٫۴۱ متر) بود. این کشتی در سال ۱۹۱۱ ساخته شد.